# فرانشيسكا بيتري
فرانشيسكا بيتري (بالألمانية: Franziska Petri)‏ هي ممثلة ألمانية، ولدت في 17 أغسطس 1973 بلايبزيغ في ألمانيا.

## وصلات خارجية
- فرانشيسكا بيتري على موقع IMDb (الإنجليزية)
- فرانشيسكا بيتري على موقع ميتاكريتيك (الإنجليزية)
- فرانشيسكا بيتري على موقع مونزينجر (الألمانية)
- فرانشيسكا بيتري على موقع ألو سيني (الفرنسية)
- فرانشيسكا بيتري على موقع أول موفي (الإنجليزية)
- فرانشيسكا بيتري على موقع ديسكوغز (الإنجليزية)
- فرانشيسكا بيتري على موقع قاعدة بيانات الفيلم (الإنجليزية)
- فرانشيسكا بيتري على موقع كينوبويسك (الروسية)